# Дмитрий Углицкий
Царевич Дми́трий Ива́нович (Дими́трий Иоа́ннович, прямое имя (по дню рождения) Уа́р; 19 [29] октября 1582, Москва — 15 [25] мая 1591, Углич) — князь углицкий, младший сын Ивана Грозного от Марии Фёдоровны Нагой, шестой или седьмой его жены.
Прожил всего восемь лет, однако политический кризис, во многом связанный с его загадочной гибелью (Смутное время), продолжался как минимум 22 года после его смерти,а само имя царевича стало знаменем для различных антиправительственных движений и самозванцев (см. Лжедмитрий I).
Канонизирован в 1606 году как благоверный царевич Димитрий Угличский, «угличский, московский и всея Руси чудотворец» (дни памяти: 15 мая по старому стилю/ 28 мая по новому стилю (день упокоения), а также 3 (16) июня (перенесение мощей) и 19 октября (1 ноября) (день рождения)).

## Жизнь

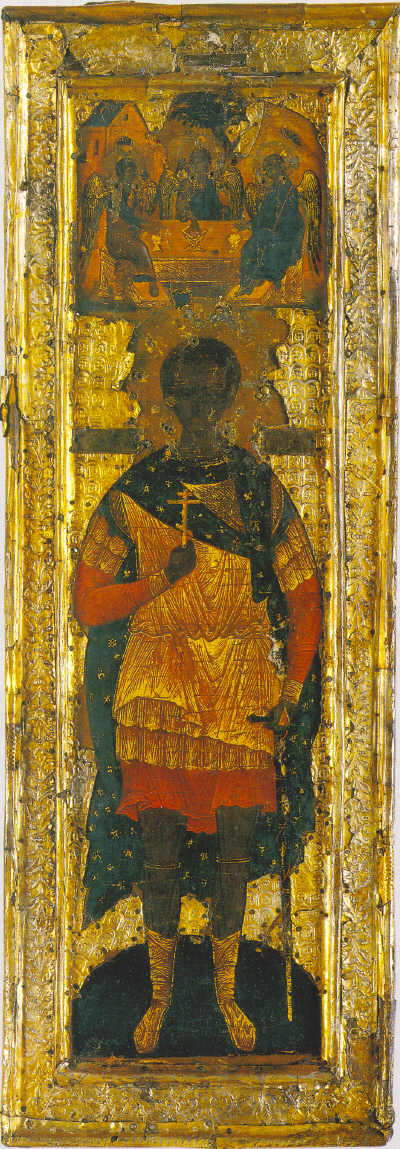
Мерная икона царевича «Дмитрий Солунский». Музеи Московского Кремля

Родился 19 (29) октября 1582 года от последней жены Ивана Грозного Марии Нагой, брак с которой не был благословлён церковью.
Поскольку был рождён от не менее, чем шестого брака отца (в то время как православная церковь считает законными только три последовательных брака), он мог считаться незаконнорождённым и исключаться из числа претендентов на престол (см. Законность браков Ивана Грозного).
Вслед за его рождением была написана мерная икона — третья из сохранившихся. На ней изображен его святой покровитель Димитрий Солунский, в честь которого новорождённый был крещён (имя выбрано, возможно, в честь славного предка Дмитрия Донского). Его княжеским именем было Дмитрий, а прямое имя — Уар: традиционно считается, что именно в день святого Уара 19 октября он и появился на свет. День святого Уара (редкий святой, не входивший в круг фамильных) приходится ровно на 8 дней раньше дня святого Дмитрия, и второе княжеское имя вполне могли дать «по восьмидневному обрезанию» в крещение ребёнка. Однако нельзя полностью исключить и версию, что царевич родился 11 или 12 октября, получил имя «Уар» на 8-й день, а имя «Дмитрий» — как ближайшее в месяцеслове княжеское имя.

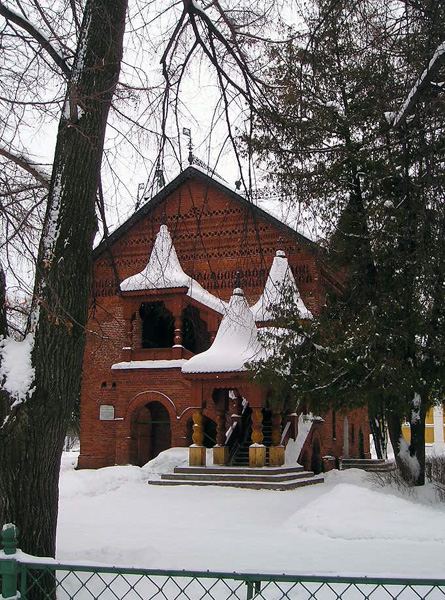
Княжеские палаты в Угличском кремле, где жил Дмитрий с матерью Марией Нагой

За 30 лет до его рождения у Ивана Грозного уже был один сын по имени Дмитрий — это был рано умерший первенец царя, также родившийся в октябре и каким-то образом связанный со святым Уаром. Это является одной из загадок антропонимики — по одной из версий, 19 октября родился не Дмитрий Углицкий, а его старший брат. Причина, по которой младший царевич получил то же имя, что и покойный старший, неясна; совпадение, при котором они оба родились 19 октября, маловероятно. «Что же касается Дмитрия Угличского, то он, по всей видимости, мыслился как прямое подобие своего рано умершего брата-первенца». Фёдор Успенский выдвигает версию, что «св. Уар стал покровителем ребёнка, так как был покровителем его умершего брата-первенца. Таким образом, оба имени — и „Дмитрий“, и „Уар“ — Дмитрий Углицкий мог получить „по наследству“, вне строгой связи с церковным календарём. Если следовать этой версии, то получается, что дата рождения (19 октября) Дмитрия Угличского в тех летописях, где она указывается, высчитана задним числом, исходя из знания его имён». Однако они не исключают, что Уаром всё-таки был только младший, и то, что оба таким образом родились в октябре — совпадение.

### При Фёдоре
После смерти отца в 1584 году и восшествия на престол Фёдора Ивановича (причём ещё до церемонии венчания на царство 24 мая) мальчик с матерью регентским советом был удалён в Углич, получив его в княжение (как ранее и младший брат Ивана Грозного Юрий Васильевич и младший брат Василия III — Дмитрий Иванович Жилка).
Джером Горсей пишет, что «царицу сопровождала разная свита, её отпустили с платьем, драгоценностями, пропитанием, лошадьми и проч. — всё это на широкую ногу, как подобает государыне». В «Новом летописце» указывается, что Углич был выделен царевичу отцом, но неизвестно, насколько это достоверно.
В Угличе он считался правящим князем и имел свой двор (последний русский удельный князь) официально — получив его в удел, но, по всей видимости, реальной причиной тому было опасение властей, что Дмитрий вольно или невольно может стать центром, вокруг которого сплотятся все недовольные правлением царя Фёдора. Эта версия подтверждается тем, что никаких реальных прав на «удел», кроме получения части доходов уезда, ни сам царевич, ни его родня не получили. Реальная власть сосредотачивалась в руках присланных из Москвы «служилых людей» под руководством дьяка Михаила Битяговского.
После старшего брата — царя Фёдора Иоанновича (у которого родилась только одна дочь Феодосия Фёдоровна) Дмитрий оставался единственным мужским представителем московской линии дома Рюриковичей. Иностранец-путешественник Джильс Флетчер указывает на задатки его характера, напоминавшие покойного «грозного» царя:
Младший брат царя, дитя лет шести или семи (как сказано было прежде), содержится в отдалённом месте от Москвы, под надзором матери и родственников из дома Нагих, но (как слышно) жизнь его находится в опасности от покушений тех, которые простирают свои виды на обладание престолом в случае бездетной смерти царя. Кормилица, отведавшая прежде него какого-то кушанья (как я слышал), умерла скоропостижно. Русские подтверждают, что он — точно сын царя Ивана Васильевича тем, что в молодых летах в нём начинают обнаруживаться все качества отца. Он (говорят) находит удовольствие в том, чтобы смотреть, как убивают овец и вообще домашний скот, видеть перерезанное горло, когда течёт из него кровь (тогда как дети обыкновенно боятся этого), и бить палкой гусей и кур до тех пор, пока они не издохнут.
— Флетчер Дж. О государстве русском

### Смерть
Обстоятельства смерти царевича до сих пор остаются спорными и не до конца выясненными.
15 (25) мая 1591 года царевич играл в «свайку», причём компанию ему составляли маленькие робятка жильцы Петруша Колобов и Важен Тучков — сыновья постельницы и кормилицы, состоявших при особе царицы, а также Иван Красенский и Гриша Козловский. Царевича опекали мамка Василиса Волохова, кормилица Арина Тучкова и постельница Марья Колобова.
Правила игры состоят в том, чтобы большой толстый гвоздь бросить так, чтобы попасть его острым концом в середину кольца, лежащего на земле. Если верить показаниям очевидцев событий, данным во время следствия, в руках у царевича была «свая» — заострённый четырёхгранный гвоздь. То же подтвердил брат царицы Андрей Нагой, передававший, впрочем, события с чужих слов. Существует несколько иной вариант, записанный со слов некоего Ромки Иванова «со товарищи» (также говоривших, по всей вероятности, с чужих слов): царевич тешился сваею в кольцо.
Относительно дальнейшего очевидцы в основном единодушны — у Дмитрия начался приступ эпилепсии — говоря языком того времени — «чёрной немочи», и во время судорог он случайно ударил себя «сваей» в горло. Вполне возможно, что из-за опасения, как бы царевич не поранился лежащей под ним на земле «сваей», её попытались вытащить из-под царевича и случайно при этом его смертельно ранили в шею или, возможно, из-за этой неловкой попытки царевич, в тот момент «бьющийся в судорогах», сам натолкнулся на выроненную «сваю».
По словам кормилицы Арины Тучковой,
Она того не уберегла, как пришла на царевича болезнь чёрная, а у него в те поры был нож в руках, и он ножем покололся, и она царевича взяла к себе на руки, и у неё царевича на руках и не стало.
Ту же версию с некоторыми вариациями повторяли и другие очевидцы событий, а также один из братьев царицы Григорий Фёдорович Нагой.

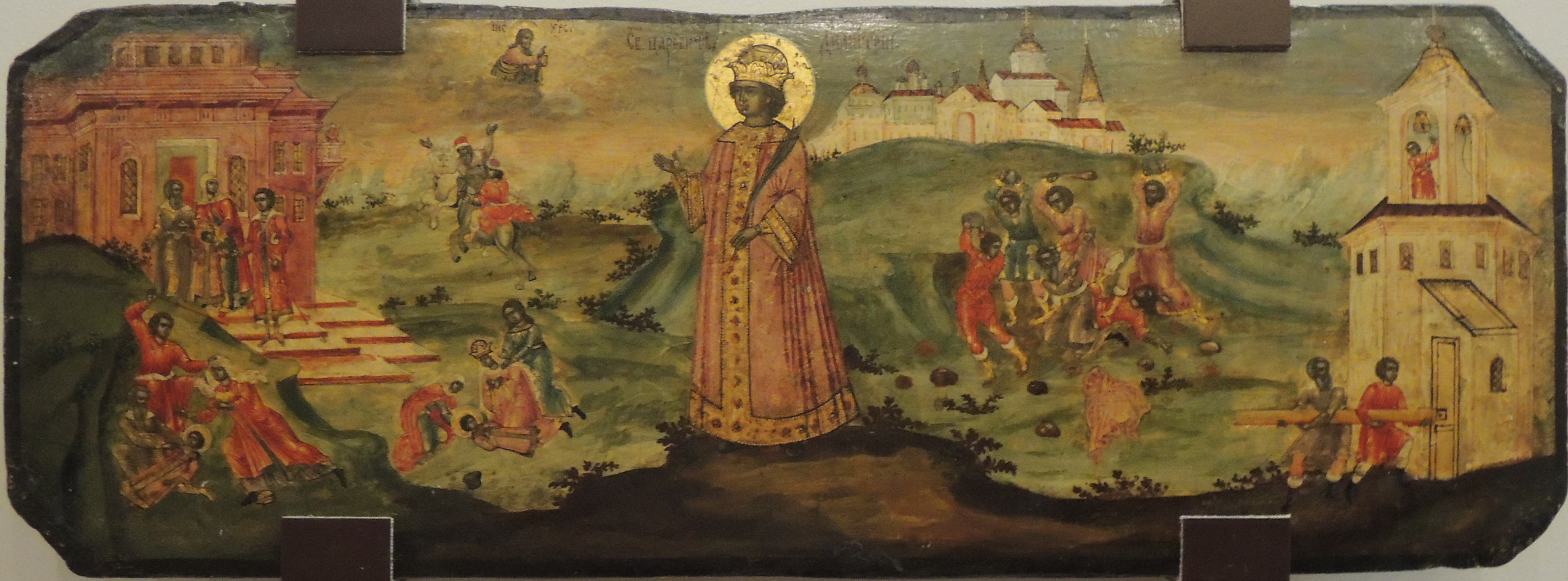
Икона «Царевич Димитрий Угличский в житие». ГИМ, XVII век
Слева: 1. Царевича выводят из дворца 2. Убиение царевича, кормилица пытается спасти Димитрия 3. Битяговские на лошадях пытаются бежать из Углича.
Справа: 1. Пономарь бьёт в колокол. Битяговские пытаются выбить дверь в колокольне. 2. Жители Углича побивают камнями убийц Димитрия. 3. Град Углич

Впрочем, царица и другой её брат, Михаил, упорно придерживались версии о том, что Дмитрий был зарезан Осипом Волоховым (сыном мамки царевича), Никитой Качаловым и Данилой Битяговским (сыном дьяка Михаила, присланного надзирать за опальной царской семьёй) — то есть, по прямому приказу Москвы.
Возбуждённая толпа, поднявшаяся по набату, растерзала предполагаемых убийц. Впоследствии колоколу, послужившему набатом, по распоряжению Василия Шуйского был отрезан язык (как человеку), и он вместе с угличанами-мятежниками стал первым ссыльным в только что основанный Пелымский острог. Только в конце XIX века опальный колокол был возвращён в Углич. В настоящее время он висит в церкви царевича Димитрия «На крови».
Тело царевича было отнесено для отпевания в церковь, рядом с ним «безотступно» находился Андрей Александрович Нагой. 19 (29) мая 1591 года, через 4 дня после смерти царевича, из Москвы прибыла следственная комиссия в составе митрополита Геласия, главы Поместного приказа думного дьяка Елизария Вылузгина, окольничего Андрея Петровича Луп-Клешнина и будущего царя Василия Шуйского. Выводы московской комиссии на тот момент были однозначны — царевич погиб от несчастного случая.

### Расследование

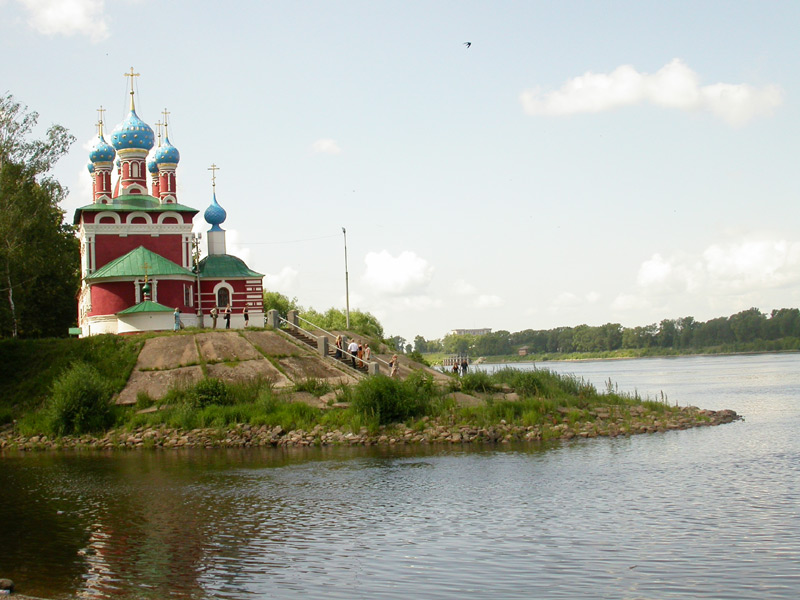
Угличский кремль, церковь Дмитрия на крови, 1692

Следственное дело, составленное комиссией, сохранилось под названием «Угличское дело», в ходе него было привлечено к следствию около 150 человек. Допрашивались дядья царевича — Нагие, мамка, кормилица, духовные лица, близкие ко двору или бывшие во дворце в начальный момент событий. Составление белового экземпляра в основном было завершено уже в Угличе. «Следственное дело сохранилось почти полностью, утрачено лишь несколько начальных листов. Рукопись, как показало исследование, представляет собой в основной части беловую копию материалов следствия, представленную на рассмотрение совместного заседания Боярской думы и Освящённого Собора 2 (12) июня 1591 г.». Дело докладывалось Геласием на заседании Освященного собора, по решению которого было передано на усмотрение царя.
Стоит иметь в виду, что данная следственная комиссия была составлена по поручению самого Бориса Годунова, которого и обвиняли в убийстве царевича. Обычно считается, что существование царевича как претендента на престол было невыгодно правителю государства Борису Годунову, завладевшему абсолютной властью в 1587 году, однако некоторые историки утверждают, что Борис считал царевича по указанной выше причине незаконнорождённым и не рассматривал как серьёзную угрозу.
«Первые рассказы, излагавшие иную версию событий — убийство царевича по приказу Бориса Феодоровича Годунова — помещены в составе повестей, написанных весной-летом 1606 года, после низложения и убийства Лжедмитрия I, в окружении нового царя — Василия Иоанновича Шуйского».
С прекращением Смутного времени правительство Михаила Фёдоровича вернулось к официальной версии правительства Василия Шуйского: Дмитрий погиб в 1591 году от рук наёмников Годунова. Она же была признана как официальная и церковью. Эта версия была описана в «Истории государства Российского» Николая Карамзина. В 1829 году историк Михаил Погодин рискнул выступить в защиту невиновности Бориса. Обнаруженный в архивах подлинник уголовного дела комиссии Шуйского стал решающим аргументом в споре. Он убедил многих историков и биографов Бориса (Сергея Платонова, Руслана Скрынникова) в том, что причиной гибели сына Ивана Грозного был несчастный случай. Некоторые криминалисты утверждают, что показания, записанные комиссией Шуйского, производят впечатление составленных под диктовку, а ребёнок-эпилептик не может во время припадка поранить себя ножом, потому что в это время ладони широко раскрыты.

### Погребение и мощи

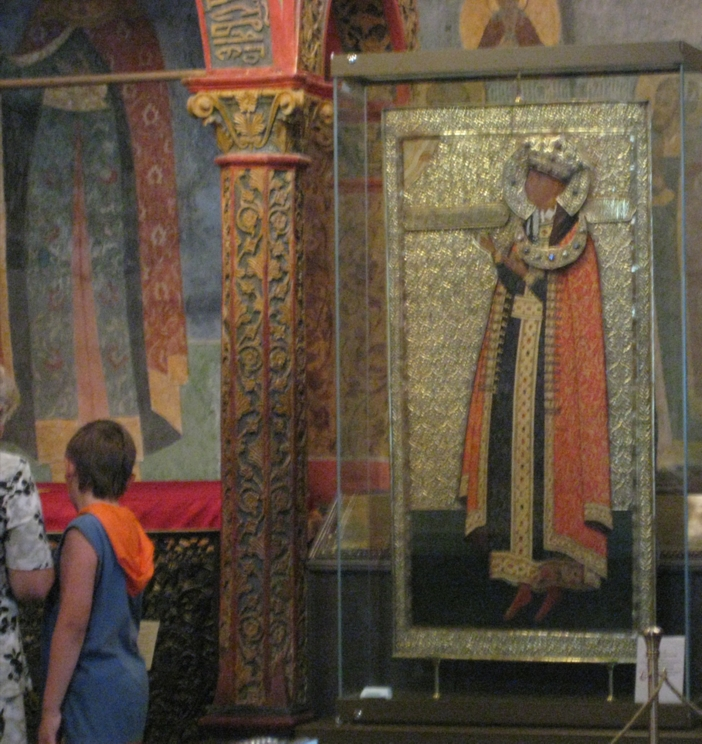
Икона в Архангельском соборе Кремля, XVII век

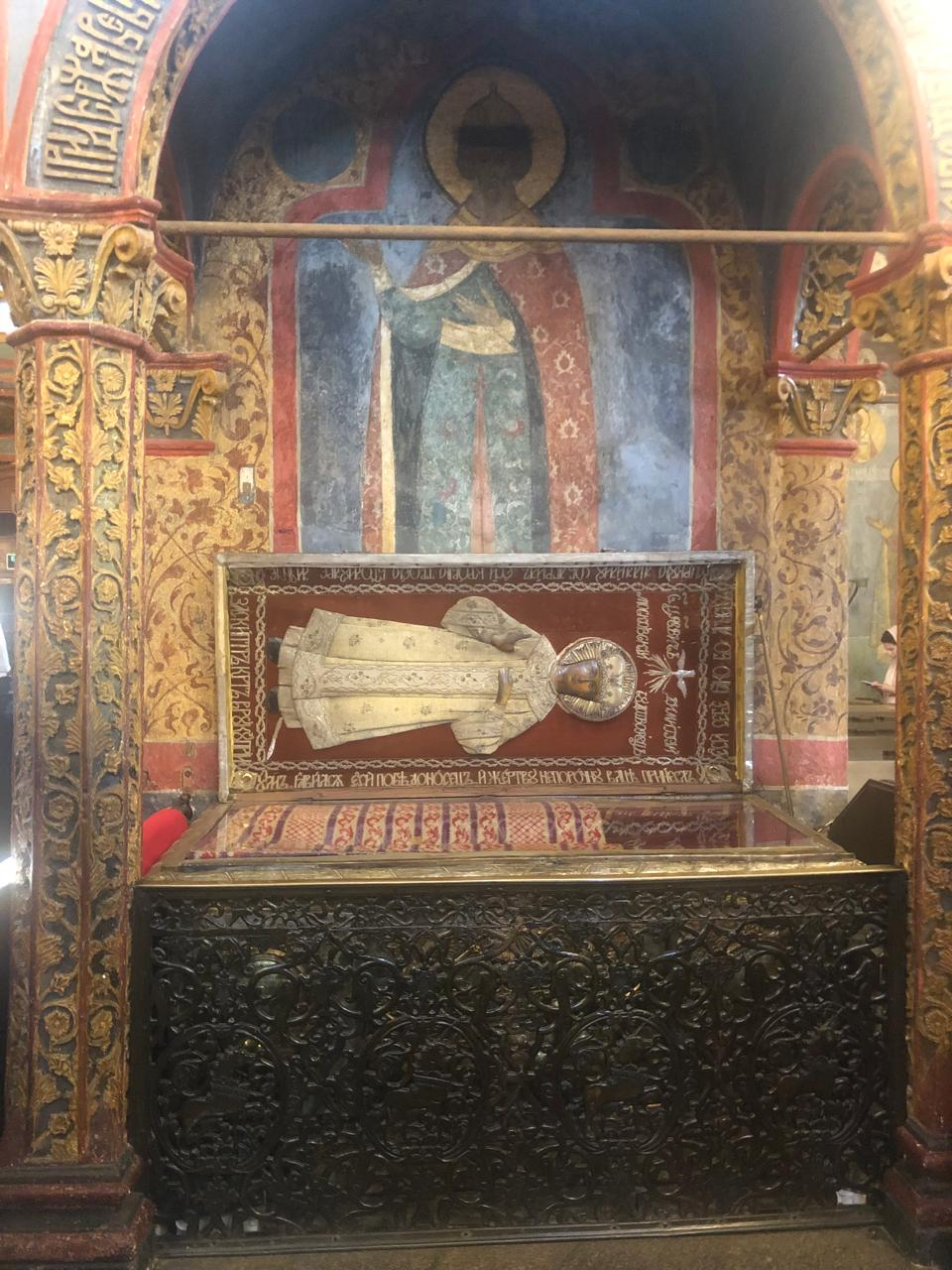
Открытая рака с мощами царевича Димитрия

Царевич Дмитрий был погребён в Угличе, в дворцовом храме в честь Преображения Господня.
Вокруг могилы царевича с поставленной над ней часовней возникло детское кладбище.
3 (13) июля 1606 года «святые мощи страстотерпца царевича Димитрия были обретены нетленными». После канонизации его останки были перенесены в Архангельский собор московского Кремля и стали почитаться как реликвия (см. раздел «Канонизация»).
Фрагмент надгробия царевича Дмитрия Ивановича из Архангельского собора Московского Кремля находится в ГИМе (N 118451). Оно гласит:
В лето 7099 месяца майя в 15 день убиен бысть благоверный царевичь князь Дмитрей Иванович в Углечи...
В 1812 году, после захвата Москвы французскими войсками и их союзниками, рака Дмитрия была вновь вскрыта, а мощи из неё выброшены. Согласно исследованию Николая Гордиенко после этого обретены мощи Дмитрия уже не были. По другим данным, после изгнания захватчиков мощи были вновь найдены и установлены на прежнем месте. Серебряная рака середины XVII столетия не сохранилась, крышка от раки находится в музее «Оружейная палата».

### После смерти
Со смертью Дмитрия московская линия династии Рюриковичей была обречена на вымирание; хотя у царя Фёдора Иоанновича впоследствии родилась дочь, она умерла во младенчестве, а сыновей у него не было. 7 (17) января 1598 года со смертью Фёдора династия пресеклась, и его преемником стал Борис. С этой даты обычно отсчитывается Смутное время, в котором имя царевича Дмитрия стало лозунгом самых разных партий, символом «правого», «законного» царя; это имя приняли несколько самозванцев, один из которых царствовал в Москве.
В 1603 году в Польше явился Лжедмитрий I, выдававший себя за чудесно спасшегося Дмитрия; правительство Бориса, до этого замалчивавшее сам факт того, что царевич Дмитрий жил на свете, и поминавшее его как «князя», вынуждено было в пропагандистских целях служить ему заупокойные службы, поминая его царевичем. В июне 1605 года Лжедмитрий вступил на престол и на протяжении года официально царствовал как «царь Дмитрий Иванович»; вдовствующая царица Мария Нагая признала его своим сыном. Данные о её отказе от сына разнятся и неоднозначны.
После свержения Лжедмитрия I царём стал Василий Шуйский, тот самый, который пятнадцать лет назад расследовал гибель Дмитрия, а затем признавал Лжедмитрия I истинным сыном Ивана Грозного. Теперь он утверждал третью версию: царевич погиб, но не из-за несчастного случая: он был убит по приказу Бориса Годунова. Царевич стал святым (см. ниже, в разделе «Канонизация»).
Эта акция не достигла своей цели, так как в том же 1606 году в польском городе Самборе объявился новый «Дмитрий», который на самом деле был московским дворянином Михаилом Молчановым. Однако новый самозванец в Россию под царским именем так и не явился. Но уже в июне 1607 года в Стародубе явился Лжедмитрий II (Тушинский вор). В марте 1611 года в Ивангороде — Лжедмитрий III (Псковский вор, Сидорка), а в конце 1611 года в Астрахани — Лжедмитрий IV.
Имя «Дмитрия» (которого он не отождествлял ни с одним из реальных самозванцев) использовал его «воевода» Иван Исаевич Болотников. По некоторым данным, в 1613—1614 году за Дмитрия выдавал себя казачий предводитель Иван Заруцкий, бывший опекуном вдовы двух первых Лжедмитриев Марины Мнишек и её малолетнего сына — Ивана, известного как «Ворёнок». С казнью этого несчастного ребёнка в 1614 году тень Дмитрия и его «потомков» перестала представлять опасность для российского престола. Так, например, впоследствии польский шляхтич Ян Фаустин Луба выдавал себя (в Польше) за сына Марины Мнишек и Лжедмитрия II. Другой «царевич Иван» (Иван Вергунёнок) объявился в Крыму около 1640 года. А во время царствования Алексея Михайловича появился последний известный «Иван Дмитриевич». Все эти самозванцы, в отличие от «Дмитрия», уже не смогли сыграть видимой роли или представлять серьёзную опасность для российского престола.

## Канонизация
В 1606 году царём Василием Шуйским в знак подтверждения гибели царевича в Углич была направлена специальная комиссия под руководством митрополита Филарета (Романова). Побуждением к этому было желание, по выражению царя, «уста лжущия заградить и очи неверующия ослепить глаголющим, яко живый избеже (царевич) от убийственных дланей», ввиду появления самозванца, объявлявшего себя истинным царевичем.
Могила Дмитрия была вскрыта, при этом по собору распространилось «необычайное благовоние». Мощи царевича были обретены нетленными (в гробнице лежал свежий труп ребёнка с зажатой в руке горстью орехов). (Ходили слухи, что Филарет купил у стрельца сына Романа, который был затем убит, а его тело положено в гробницу вместо тела Дмитрия). Конрад Буссов в книге «Хроника» писал о канонизации следующее:
Шуйский велел умертвить в Угличе десятилетнего поповского сына,... положить его во гроб и привезти в Москву, сам встретил тело мнимого Димитрия с священниками и монахами, с крестами и хоругвиями, проводил его в церковь и велел объявить народу, что покойный царевич, в молодости безвинно пострадавший, есть святой мученик. Между тем несколько здоровых людей, подкупленных Шуйским, притворяясь хворыми, хромыми, слепыми, ковыляли и приползали к телу Димитрия с мольбою послать им исцеление, и – о чудо! – безногие вдруг пошли, слепые прозрели. Те и другие утверждали, что царевич подал им помощь; а глупая чернь слушала их с благоволением, вдавшись в суеверие».
Торжественная процессия с мощами двинулась к Москве; у села Тайнинское она была встречена царём Василием со свитой, а также матерью Дмитрия — инокиней Марфой. Гроб был открыт, однако Марфа, взглянув на тело, не смогла произнести ни слова. Затем к гробу подошёл царь Василий, опознал царевича и повелел гроб закрыть. Марфа пришла в себя только в Архангельском соборе, где объявила, что в гробу находится её сын. Тело было помещено в раку вблизи могилы Ивана Грозного — «в приделе Иоанна Предтечи, идеже отец и братья его».
Немедленно у гроба Дмитрия начали происходить чудеса — исцеления больных, толпы народа стали осаждать Архангельский собор. По приказу царя была составлена грамота с описанием чудес Дмитрия Угличского и разослана по городам. Однако, после того, как доставленный в собор находящийся при смерти больной дотронулся до гроба и умер, доступ к мощам был прекращён. В том же 1606 году Дмитрий был причислен к лику святых.
Таким образом, с XVII века он становится одним из самых почитаемых русских святых:

«Поклонение его образу символизировало непрерывность московской державной политики. К тому же, в чреватое религиозным расколом время, отмеченное активными поисками истины и добра, „неповинное убиение“ св. благоверного князя обретало смысл жертвоприношения за незыблемость духовных традиций: „прославляет убо Бог своих угодников, преподобных и богоносных отец наших и мучеников, и дает им противу трудов их и мучения мздовоздаяние и дар исцеления“».

### Житие
Написание первого жития святого датируют концом того же 1606 года. Оно вошло в состав Четьих-Миней Германа (Тулупова), один из списков которого был создан в 1607 году «Житие включает не только рассказ о жизни и смерти святого, близкий к рассказу повестей, но и повесть „о обретении и о перенесении честных и многочюдесных“ мощей царевича в Москву. Повесть в составе Жития сохранилась в 2 вариантах — кратком и пространном, которые расходятся между собой в деталях. Во многих списках Жития повесть об обретении и перенесении мощей Дмитрия Ивановича опущена, но имеются предисловие и заключительное „Слово похвальное“».
«Несколько позже было создано Житие Дмитрия Ивановича в составе Четьих-Миней Иоанна Милютина. Его главными источниками явились 1-е Житие Дмитрия Ивановича и „Новый летописец“. Текст этого Жития получил широкое распространение в древнерусской письменности. Проложное Житие Д. И. составлено на основании пространных Житий и помещено под 15 мая в 1-м издании мартовского полугодия Пролога (М., 1643). С издания 1662 году в Прологе помещается память перенесения мощей Д. И. под 3 июня».

### Иконография
Над захоронением царевича в Архангельском соборе немедленно была помещена надгробная икона, изображающая его в развороте — в молении (ранний список — в Калужском музее). Дмитрий традиционно изображается в богатых царских одеждах и в венце. Иконы, изображающие святого фронтально, отличаются характерно укороченными пропорциями фигуры и большим круглым ликом.
Исследователь уральского искусства пишет, что «иконография святого была особенно распространена в строгановских вотчинах на Урале. Наиболее ранней в уральской группе произведений считается пелена из Сольвычегодского историко-художественного музея, датируемая 1651—1654 годами. Это подписная и датированная пелена с упоминанием имени Дмитрия Андреевича Строганова».
В ранних иконах с житием из житийных сцен присутствует только сцена «неповинного убиения». «В дальнейшем складывается полная житийная иконография святого благоверного царевича Димитрия. Б. В. Сапунов пишет о двенадцати списках, сохранившихся в музеях центральной России». Протографом, по его мнению, послужила «келейная» икона начала XVII века, заказанная бабкой будущего царя Михаила Фёдоровича Романова, Марией Шестовой, которая была пострижена, по указу Бориса Годунова, в Чебоксарский Никольский девичий монастырь, где вскоре и умерла. Все двенадцать икон сопровождаются текстами из «Нового летописца»".

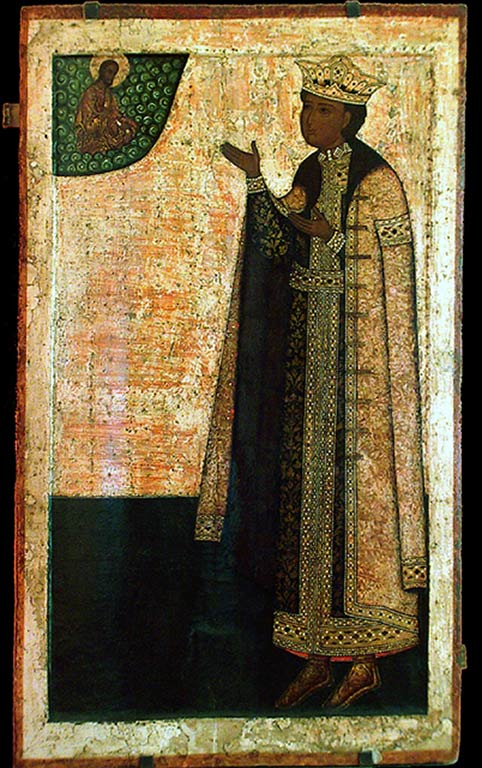
Царевич Дмитрий, 1606.  Калужский областной художественный музей.
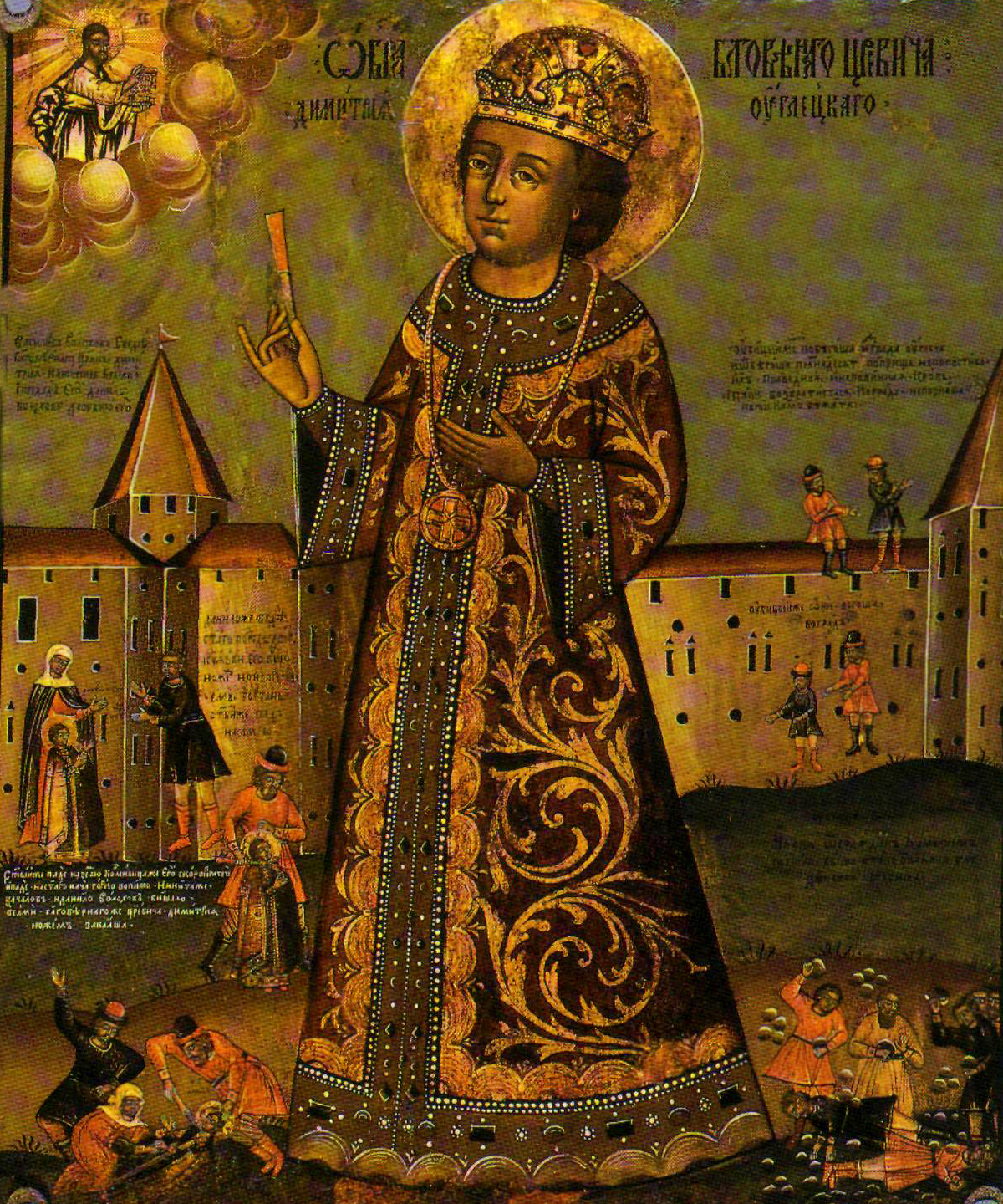
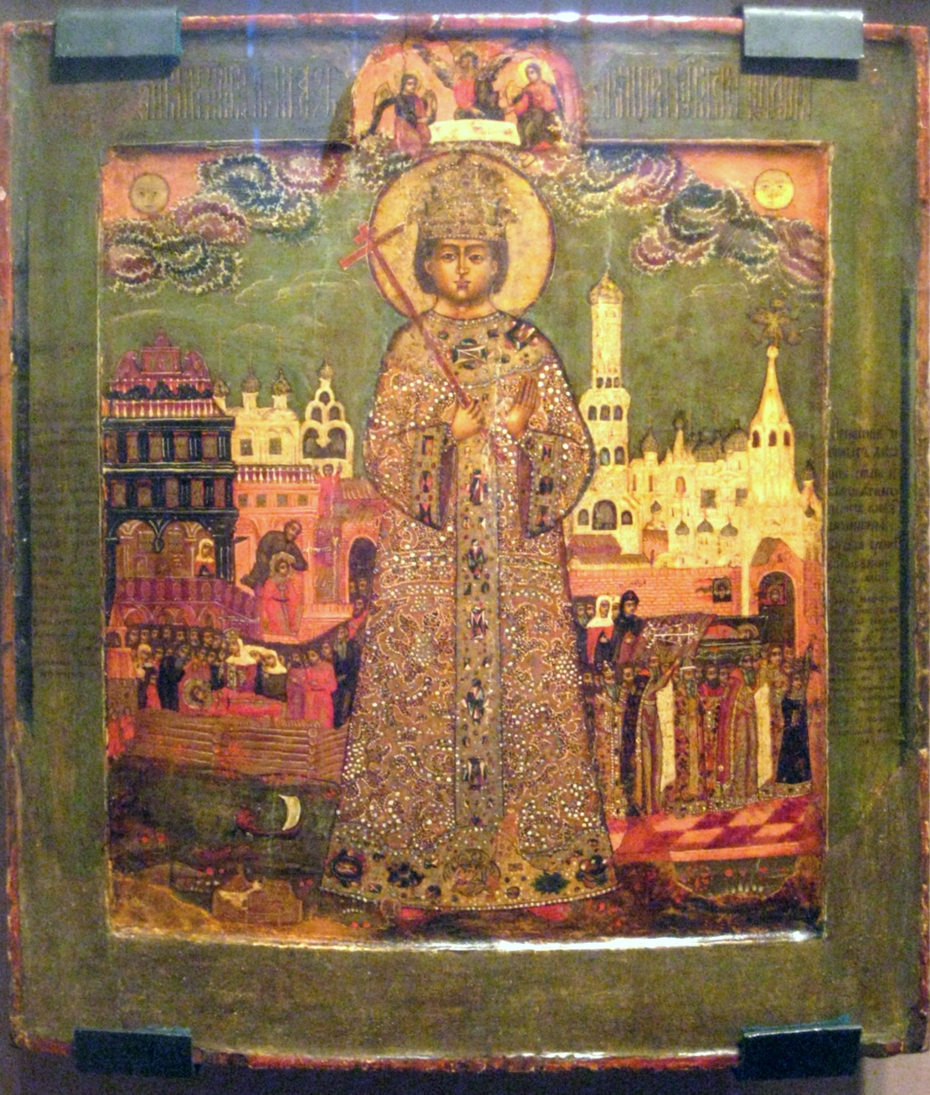
Царевич Дмитрий. Музей Нижнего Новгорода
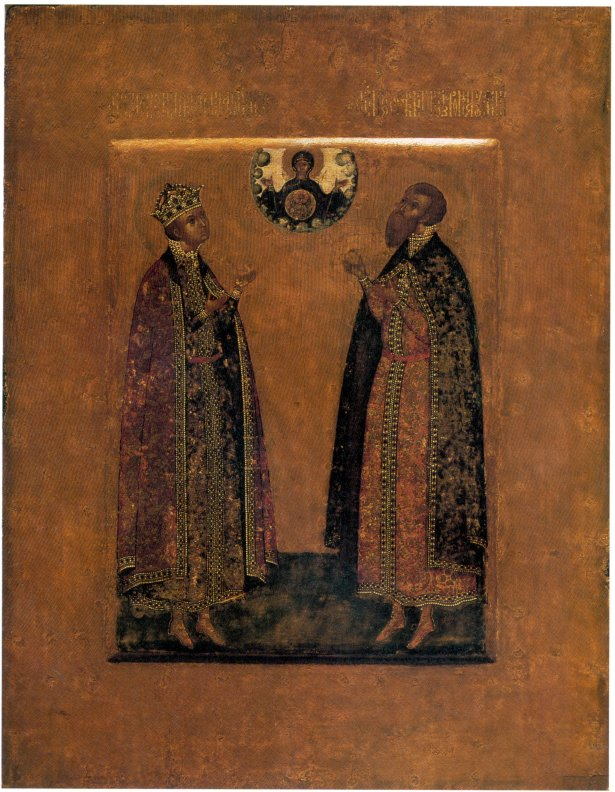
Царевич Дмитрий и князь Роман Угличский. Прокопий Чирин (?). Первая половина XVII века.
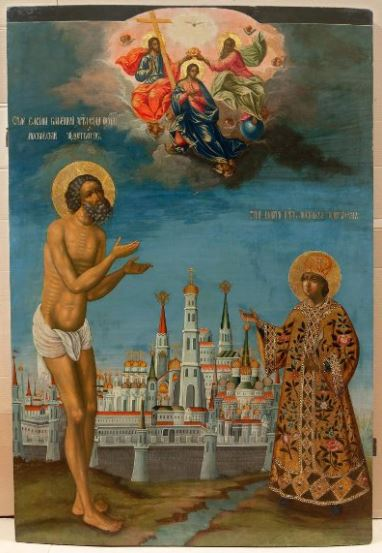
Святые Димитрий Угличский и Василий Блаженный на фоне Московского Кремля. Кон. XVIII в. (ГИМ)
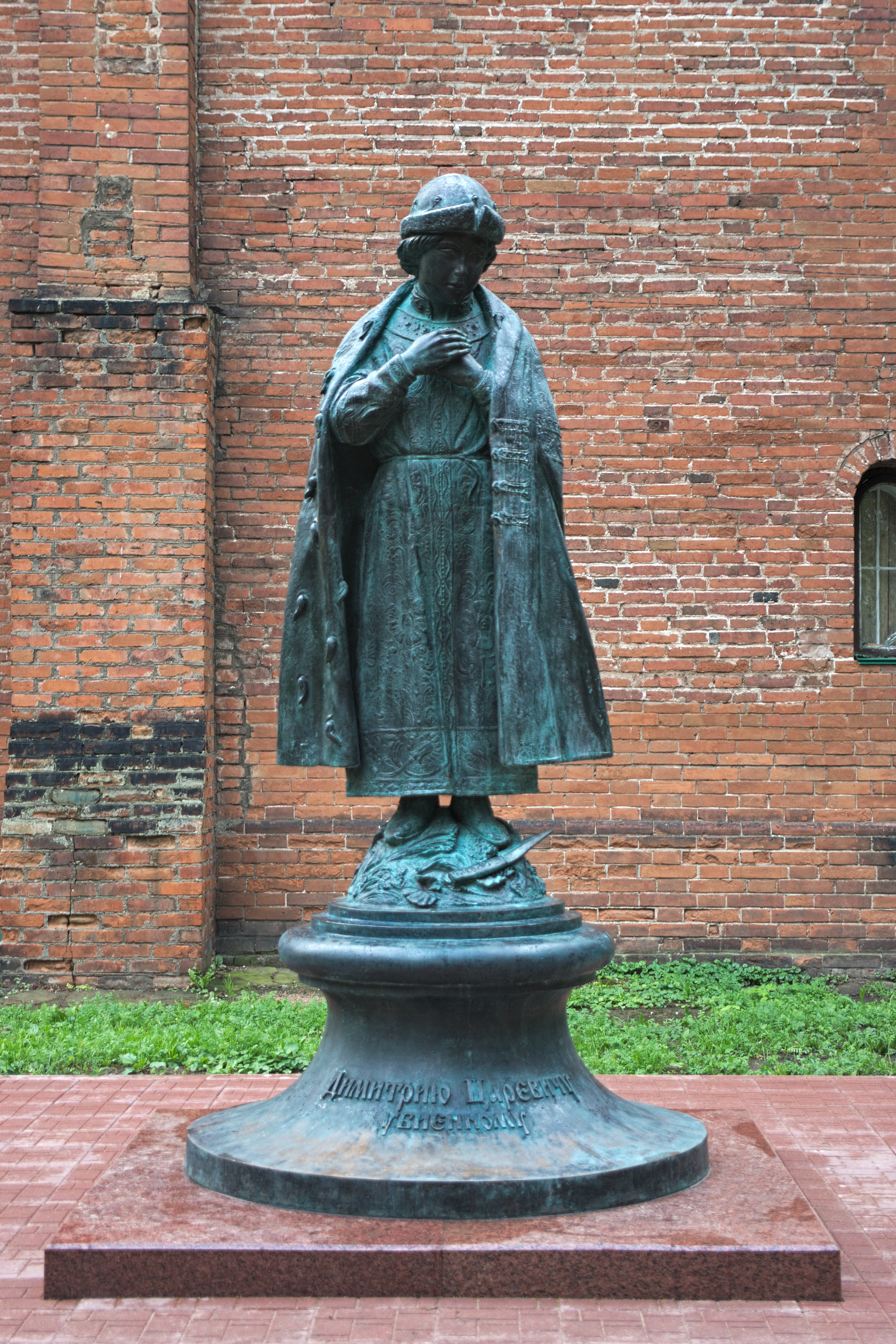
Памятник царевичу Дмитрию в Угличском Кремле

### Почитание
- Царевич почитается как попечитель страждущих детей: сирот, инвалидов и беспризорников.
- На месте его убиения в 1630 году была построена деревянная Церковь Димитрия на крови, а в 1692 году воздвигнута каменная.
- С XVIII века образ царевича Димитрия помещён на гербе Углича, а с 1999 года — и на флаге города.
- С 1906 года в день памяти убиенного царевича отмечалась память русских моряков — жертв Цусимского сражения 14 (27) мая 1905 года — 15 (28) мая 1905 года.
- В 1997 году Русской православной церковью совместно с Российским детским фондом по инициативе председателя фонда писателя Альберта Лиханова учреждён Орден святого благоверного царевича Димитрия. Согласно статуту ордена, им награждаются лица, внёсшие значительный вклад в дело попечения и защиты страждущих детей: инвалидов, сирот и беспризорников. Орден представляет собой крест с лучами из чистого серебра с позолотой, посреди которого в медальоне находится образ царевича Димитрия с надписью «За дела милосердия»[28]. Ежегодно в Угличе 28 мая (дата для XX—XXI веков) проводится православный праздник День Царевича Димитрия.
- 20 мая 2015 года в Угличе установили памятник царевичу, который открыли 28 мая 2015 года[29][30][31], работы скульптора Александра Рукавишникова[32].